# Élisabeth de Luxembourg (1409-1442)
Pour les articles homonymes, voir Élisabeth de Luxembourg.
Titres
Reine de Germanie
18 mars 1438 – 27 octobre 1439
(1 an, 7 mois et 9 jours)
Reine de Bohème
6 mai 1438 – 27 octobre 1439
(1 an, 5 mois et 21 jours)
Reine de Hongrie
9 décembre 1437 – 27 octobre 1439
(1 an, 10 mois et 18 jours)
Duchesse d'Autriche
19 avril 1422 – 27 octobre 1439
(17 ans, 6 mois et 8 jours)
Élisabeth, née le 7 octobre 1409 à Viségrad et morte le 19 décembre 1442 à Győr, est une princesse de la maison de Luxembourg, fille de l'empereur Sigismond et de Barbe de Cilley. Elle fut reine de Germanie, de Hongrie et de Bohême de 1437 à 1439, par son mariage avec le roi Albert II. Après le décès de son mari, elle essaya en vain d'assurer la succession de son fils Ladislas au trône.

## Famille, union et postérité
Élisabeth est la fille unique de Sigismond de Luxembourg (1368-1437), couronné empereur des Romains en 1433, et de sa deuxième épouse Barbe (morte en 1451), elle-même fille du comte Herman II de Celje. Le mariage de ses parents n'est pas toujours aisé et la jeune fille a passé beaucoup de temps avec sa mère bannie à la puszta, en Hongrie. 
À l'âge de deux ans déjà, le 7 octobre 1411, Élisabeth était fiancée au prince Albert V de Habsbourg (1397-1439), duc d'Autriche. Cet engagement conjugal avec la fille héritière de la maison de Luxembourg offrait aux Habsbourg l'opportunité de récupérer la couronne impériale. Le mariage d'Élisabeth et d'Albert est célébré le 28 septembre 1421 à Prague. L'année suivante, Sigismond a nommé son gendre son successeur et lui confie la gestion du margraviat de Moravie.
De son mariage avec Albert II du Saint-Empire, Élisabeth a d'abord deux filles :
- Anne (1432-1462), épouse le landgrave Guillaume II de Thuringe ;
- Élisabeth (1437-1505), épouse Casimir IV Jagellon, roi de Pologne,
- Ladislas dit le Posthume devint roi de Bohême et de Hongrie.

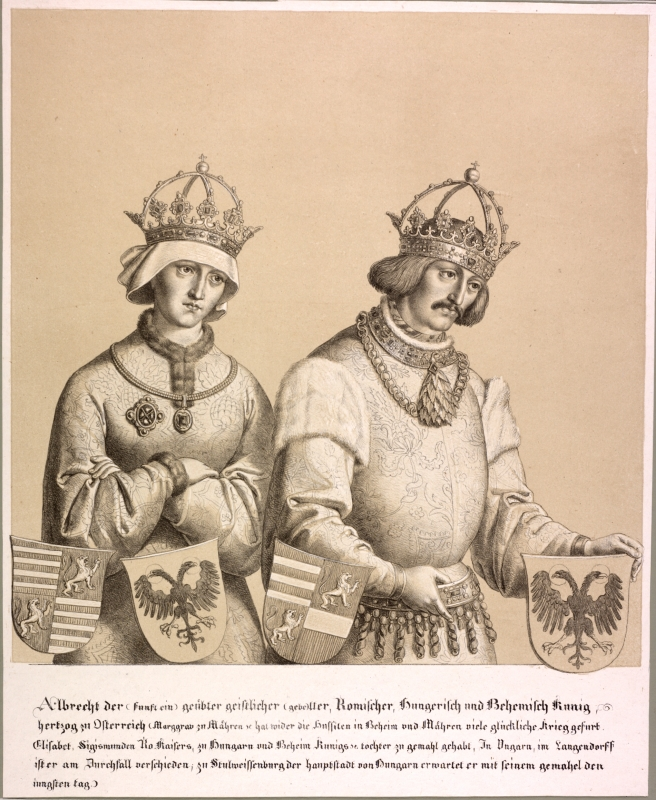
Élisabeth et Albert.

Après la mort de l'empereur Sigismond, le 9 décembre 1437, Albert est élu roi des Romains et il monte également sur le trône de Bohême et de Hongrie. Lorsqu’il meurt, le 27 octobre 1439, il n'a régné qu'environ deux années, et laisse donc deux filles, mais Élisabeth est enceinte d'un troisième enfant. Un décret, promulgué lors du couronnement d'Albert en janvier 1438, garantit la succession aux trônes de Hongrie et de Bohême à sa veuve et à ses descendants mâles.

## La succession de Hongrie
Aussitôt après les funérailles du roi Albert, une inquiétude profonde s'empare de la noblesse hongroise : Élisabeth sera-t-elle à la hauteur ? Néanmoins, les barons hésitent à chercher un souverain en dehors de la famille d'Albert et de Sigismond. Pour couper court à toute velléité de rébellion, Élisabeth renonce au bénéfice de la succession. 
La noblesse est désormais divisée : les Habsbourg, le comte princier Ulric de Cilley, László Garai et Dénes Szécsi proposent de conserver la couronne à Élisabeth et d'attendre son accouchement. D'autres au contraire — et parmi eux le puissant Jean Hunyadi —  face au risque des conquêtes ottomanes prennent la reine au mot et proposent qu'elle se remarie avec Ladislas III Jagellon, roi de Pologne, âgé de dix-huit ans. Finalement, une troisième option fait consensus : si l'enfant d'Albert et d'Élisabeth est un garçon, il régnera en Autriche et en Bohême sous la tutelle du duc Frédéric V (le futur empereur Frédéric III), mais les enfants issus du prince polonais seront reconnus d'avance en tant que souverains futurs des royaumes électifs de Hongrie et de Pologne. 

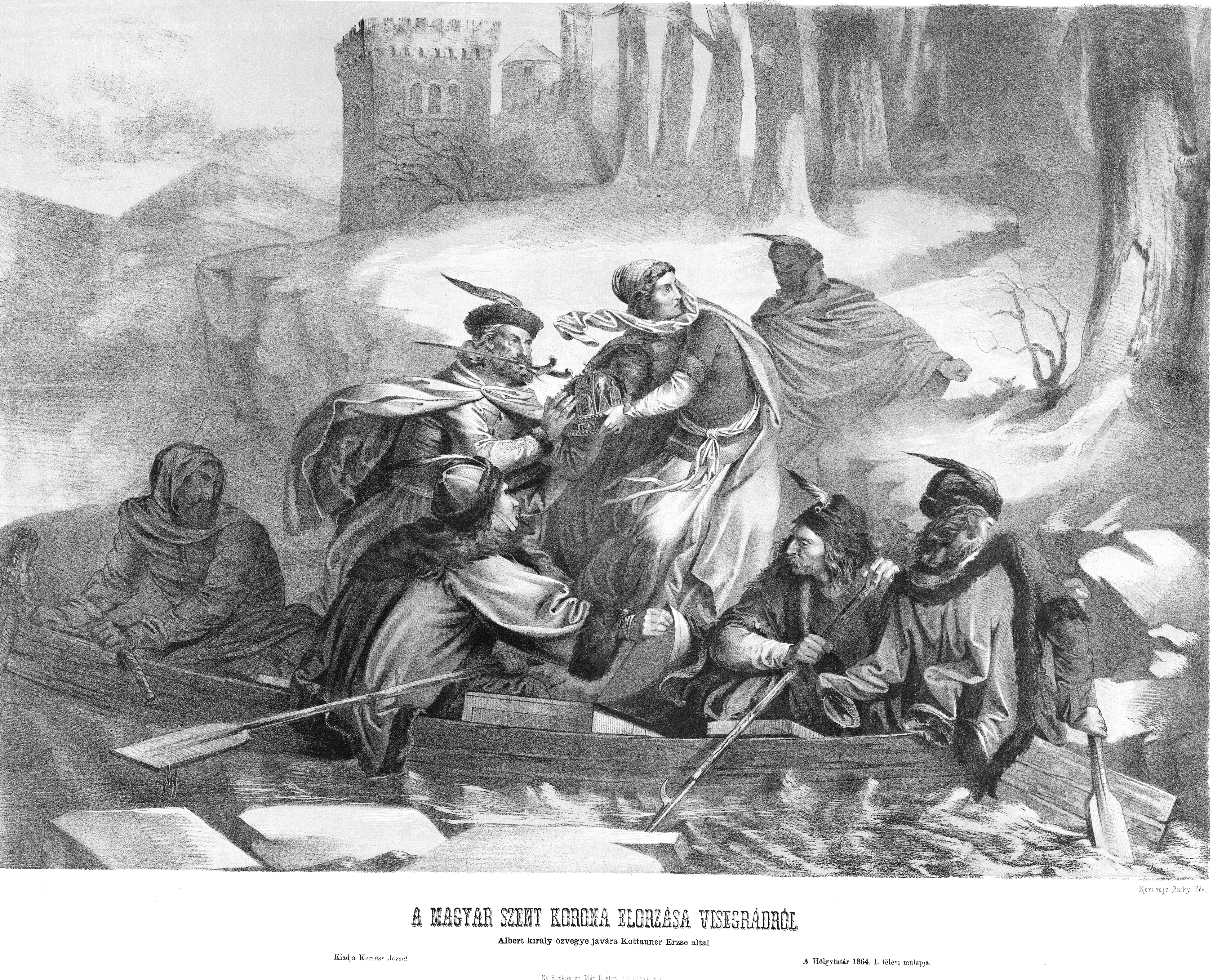
Le vol de la couronne hongroise, illustration du XIXe siècle.

Mais la naissance de Ladislas le Posthume à Komárom le 22 février 1440 ruine ce projet : la reine, incitée par les princes d'Autriche, revient sur sa parole : elle déclare nulles les propositions portées à Ladislas III de Pologne ; s'étant assuré l'appui d'Ulric de Cilley et du mercenaire bohémien Jan Jiskra, elle veille à ce que son fils reçut la Couronne de saint Étienne le 15 mai à Székesfehérvár des mains de Dénes Szécsi, archevêque d'Esztergom. Néanmoins, les états hongrois réunis en assemblée à Cracovie confirment l'élection de Ladislas III Jagellon en le suppliant de venir au plus tôt prendre possession de son trône de Hongrie. Ladislas III entre à Buda ; le 15 juillet, il  y est acclamé roi et reçoit les hommages de Jean Hunyadi.
Durant la guerre civile subséquente, Élisabeth a cherché le soutien financier de Frédéric V de Habsbourg élu roi des Romains en 1440. Le comte de Cilley, toutefois, optait résolument pour la paix avec les Jagellon. Le 14 mai 1411, Simon Rozgonyi, archevêque d'Eger, a rendu hommage au roi polonais ; l'année suivante, le cardinal Giuliano Cesarini, sur mandat du pape Eugène IV, a négocié une approche équilibrée qui a débouché sur une rencontre entre Élisabeth et Ladislas III en novembre 1442 à Győr. Quelques jours plus tard, toutefois, la reine est soudainement décédée ; elle a été enterrée dans la basilique de Székesfehérvár. 
Son fils Ladislas le Posthume décède le 23 novembre 1457, à l'âge de 17 ans.